# Valle de Sula
Valle de Sula är en dal i Honduras.   Den ligger i departementet Departamento de Cortés, i den västra delen av landet, 170 km norr om huvudstaden Tegucigalpa.